# 8679 Tingstäde
8679 Tingstäde è un asteroide della fascia principale. Scoperto nel 1992, presenta un'orbita caratterizzata da un semiasse maggiore pari a 3,0326634 UA e da un'eccentricità di 0,1787006, inclinata di 0,77990° rispetto all'eclittica.